# Gibbestola
Gibbestola is een kevergeslacht uit de familie van de boktorren (Cerambycidae). De wetenschappelijke naam van het geslacht werd voor het eerst geldig gepubliceerd in 1940 door Breuning.

## Soorten
Gibbestola omvat de volgende soorten:
- Gibbestola flavescens Breuning, 1940
- Gibbestola griseovaria Breuning, 1940